# Luhan
Lù Hán (en chino, 鹿晗; Haidian, Pekín, 20 de abril de 1990), más conocido como Luhan, es un cantante y actor chino. Sus orígenes en el área de entretenimiento surcoreano se remontan a 2008 tras una audición en China para JYP Entertainment, pero el inicio de su carrera se originó tras ser descubierto en 2010 por un representante de S.M. Entertainment, con quien firmó un contrato, y formó parte del grupo masculino surcoreano EXO en 2012. Su contrato con SM Entertainment finalizó abruptamente en octubre de 2014, cuando el mismo presentó una demanda contra ellos, y, por lo tanto, dejó el grupo. De esta forma, tras su regreso desde Corea del Sur, comenzó una carrera en solitario que le permitió ser elogiado en su nación de origen y en gran parte del mundo por sus participaciones en varias películas, series de televisión y campañas publicitarias.
En diciembre de 2014, dos meses después de su salida de EXO, China National Radio clasificó a Luhan en sexto lugar entre las diez estrellas de entretenimiento más populares del país. Posteriormente, comenzó su carrera como actor en el largometraje 20 Once Again (重返20岁), estrenado en enero de 2015, e hizo su debut como artista en solitario con el lanzamiento de su primer EP titulado Reloaded I (重启 I) el 14 de septiembre de ese mismo año. Su primer sencillo «That Good Good» (有点儿意思) alcanzó altas ventas y las primeras posiciones en varias plataformas de streaming. Por ello, durante 2015, la revista Forbes China lo ubicó en la posición 7° de las celebridades más adineradas de la nación. El incremento de su popularidad hizo que fuese considerado junto a Jackie Chan y David Tao para participar en el tema principal de la candidatura de los Juegos Olímpicos de Pekín 2022.
Tras el éxito de la campaña de los Juegos Olímpicos, Luhan interpretó «The Inner Force» (原动力) que fue parte de la banda sonora de Star Wars: el despertar de la Fuerza en China continental a principios de 2016. Desde entonces, consolidó su carrera con nuevos lanzamientos y se posicionó como una de las mayores celebridades de su país. Asimismo, ese mismo año solucionó su conflicto con S.M. Entertainment, dando fin a varias disputas legales.

## Primeros años
Luhan nació en Haidian, Beijing, China, el 20 de abril de 1990. Se graduó de la Escuela Secundaria Beijing Shida y asistió a la Escuela Shi Yan de Haidian de Lengua Extranjera de Beijing antes de partir a Corea del Sur para asistir a la Universidad Yonsei como estudiante de intercambio. En 2008, audicionó para la audición mundial de JYP Entertainment en China, pero no pasó la audición. Mientras estudiaba en Seúl, fue observado por un agente de S.M. Entertainment, quien le aconsejó hacer una audición, la cual logró pasarla con éxito y se convirtió en un aprendiz.

## Carrera

### 2012-2014: Debut en EXO y comienzos de su carrera

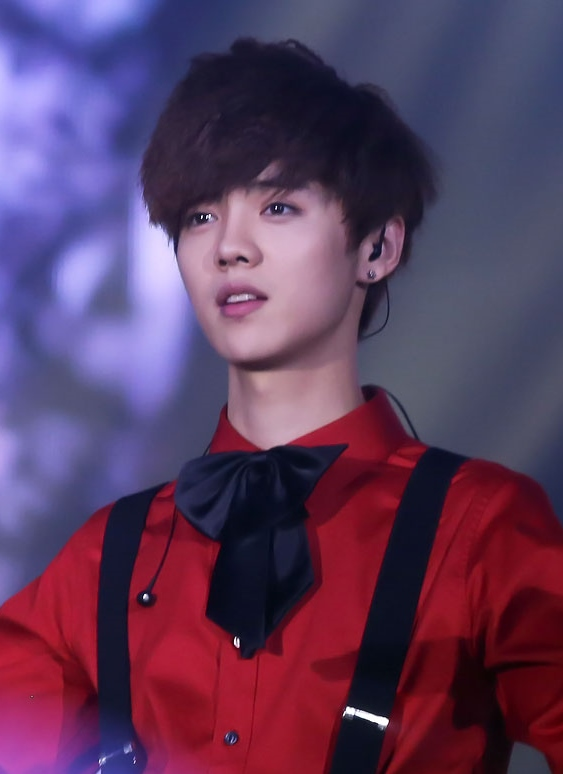
Luhan en SMTown Week en 2013.

LuHan fue el segundo miembro de EXO que se presentó formalmente al público el 27 de diciembre de 2011. Junto con Tao, Chen y Kai, hizo su primera presentación en televisión en el evento SBS Gayo Daejun el 29 de diciembre del mismo año. El primer sencillo del grupo, «What Is Love», fue lanzado el 30 de enero de 2012. El grupo lanzó su segundo sencillo, titulado «History» el 9 de marzo. El escaparate del grupo se llevó a cabo en el Estadio Olímpico de Seúl el 31 de marzo de 2012, cien días después del lanzamiento del primer tráiler de su debut el 21 de diciembre de 2011. El escaparate se celebró para unos 3 000 aficionados de 8 000 seleccionados. El grupo celebró una conferencia de prensa y mostró sus actuaciones en el Gran Salón de la Universidad de Economía y Negocios Internacionales en Beijing, China el 1 de abril de 2012. El 24 de abril, junto con D.O., Baekhyun, Chen, BoA, Kangta, TVXQ, Taeyeon, Yesung, Jonghyun y Luna, lanzaron una canción para la banda sonora de la película I AM., titulada «Dear My Family». El 23 de agosto de 2012, S.M. Entertainment anunció que Luhan actuaría con BoA en la canción «Only One», para el episodio del 24 de agosto de Music Bank. Luhan se convirtió en el cuarto en bailar con la cantante después de Yunho, Eunhyuk, Taemin y Sehun.
El 16 de octubre del mismo año, se anunció que participaría en el grupo Younique Unit, junto a Eunhyuk, Hyoyeon, Taemin, Henry Lau y Kai interpretando la canción «Maxstep» para el álbum PYL Younique Album siendo un álbum de colaboración entre S.M. Entertainment y Hyundai. Un tráiler de la canción fue mostrado en el PYL Younique Show al día siguiente. La canción fue publicada el 31 de octubre de 2012.
El 23 de junio de 2013, él participó en el equipo chino para un partido de fútbol de Asian Dream Cup en Shanghái en el año 2013. En enero de 2014, participó en Idol Star Athletics Championships. El 23 de abril de 2014, fue elegido para participar en la película 20 Once Again, dirigido por Leste Chen. Un representante de S.M. dijo a Newsen: «Luhan fue confirmado en 20 Once Again. En este momento estamos ajustando los tiempos para el rodaje». La película es una versión china de la película coreana Miss Granny, en la que una anciana vuelve a ser joven, y fue estrenada en enero de 2015. El 13 de agosto de 2014, una publicación de Luhan en su cuenta oficial Weibo llegó a más de trece millones de comentarios, entrando así en el libro de los récords guinness como la persona que tiene más comentarios en una publicación de Weibo. El 19 de agosto, S.M. Entertainment publicó una foto de Luhan con su certificado de los récords guinness y una medalla del récord mundial. El 10 de octubre del mismo año, presentó una demanda contra S.M. Entertainment para cancelar su contrato, principalmente debido a problemas de salud. Aún en octubre, protagonizó una nueva versión del vídeo musical de «The Last Game», hecho para EXO 90:2014. El 1 de diciembre, lanzó la canción «Our Tomorrow» para la banda sonora de 20 Once Again. La canción se posicionó en el número uno de Baidu Music Chart.

### 2015-2016: Debut en solitario y primer concierto en solitario
El 26 de enero de 2015, se anunció que Luhan cantaría la banda sonora para la película Comrades: Almost a Love Story en China. La canción titulada «Tian Mi Mi», fue lanzada oficialmente el 3 de febrero. El 28 de enero, se anunció que la película surcoreana Blind tendría una versión en chino, titulada The Witness, protagonizada por Luhan. La película fue lanzada en China el 30 de octubre del mismo año. En febrero de 2015, apareció en la película 12 Golden Ducks. El 11 de marzo, Legendary Entertainment anunció que Luhan participaría en película La gran muralla, dirigida por Zhang Yimou junto con Matt Damon, Andy Lau y Pedro Pascal. La película fue lanzada por China Film Group en China el 15 de diciembre de 2016, y en los Estados Unidos el 17 de febrero de 2017 por Universal. Fue revelado el 27 de mayo de 2015 que Luhan colaborará con David Tao para co-grabar una de las canciones de licitación para los Juegos Olímpicos de invierno de 2022 en Beijing. La canción titulada «Please Come to the Great Wall to Ski» tuvo su vídeo musical lanzado en julio de 2015. El 28 de agosto, se convirtió en un miembro fijo de la versión china del programa Running Man, titulado Hurry Up, Brother. El 11 de septiembre, Luhan fue confirmado en la versión cinematográfica del popular drama web The Lost Tomb, titulado Time Raiders, interpretando a Wu Xie. La película fue publicada por Le Vision Pictures el 5 de agosto de 2016.

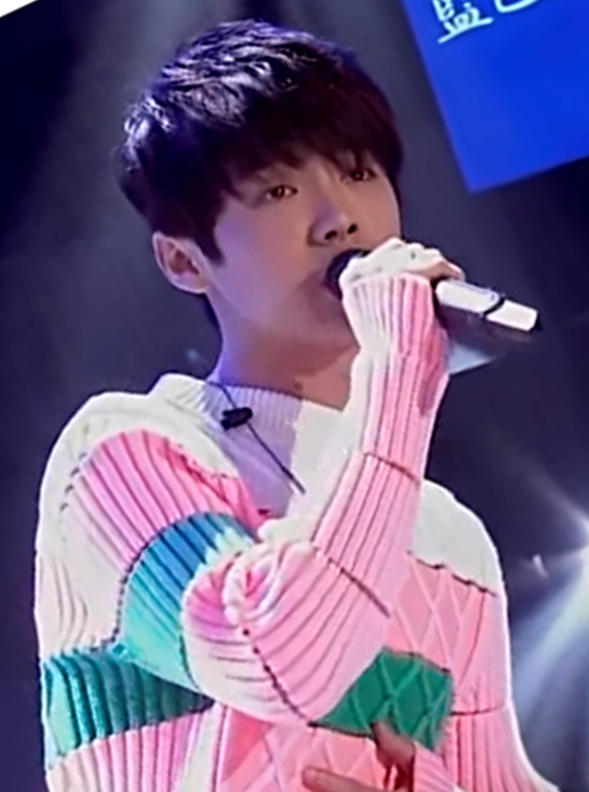
Luhan en enero de 2015.

El 14 de septiembre, lanzó su primer EP titulado Reloaded I, junto con la canción titulada «That Good Good», a través de QQ Music Charts. El álbum vendió 880 000 copias el primer día, es el mayor número de ventas registradas en el primer día de lanzamiento oficial, y también alcanzó más de un millón de ventas en QQ Music, estableciendo el récord de las ventas digitales más vendidas rápidamente. Días después lanzó la canción «Your Song». Aún en septiembre, Luhan rompió su propio récord guinness como la persona con la mayor cantidad de comentarios en una publicación de Weibo, superando los ochenta y siete millones de comentarios. El 14 de octubre de 2015, lanzó la canción «Medals» como sencillo y banda sonora de la película The Witness. Estando lanzado en iTunes el 4 de noviembre del mismo año, debutando en la posición número uno en China V Chart, así como en Billboard Hot 100, por lo que es el primer sencillo en mandarín en entrar en la última lista. También en octubre lanzó el sencillo «Football Gang». A principios de noviembre lanzó el vídeo musical de la canción «Promises», siendo lanzado como un sencillo días después. El 1 de diciembre lanzó el segundo EP Reloaded II, con las canciones «Lu» y «Deep». La canción «Deep» también fue incluida en la banda sonora de Kung Fu Panda 3. Lanzó su primer álbum de estudio, titulado Reloaded, el 22 de diciembre de 2015. El álbum encabezó la lista de Tower Records en Japón, y se convirtió en el único álbum de China continental para entrar en el Top 5 de G-Music de Taiwán.
El 6 de enero de 2016, lanzó la canción «The Inner Force» para la banda sonora de Star Wars: el despertar de la fuerza, debutando en el número dos de China V Chart. El 16 de febrero del mismo año, lanzó el miniálbum titulado Reloaded+, junto con la canción «Excited». En marzo del mismo año lanzó el vídeo musical de la canción «Adventure Time». El 26 de marzo de 2016, Luhan comenzó su primera gira en solitario, titulada Luhan Reloaded: 2016 Luhan 1st China Tour, en Beijing y Guangzhou el 2 de abril, y Shanghái el 9 de abril del mismo año. En junio de 2016, consiguió protagonizar la serie de Hunan Television, Fighter of The Destiny como Chen Changsheng. El 21 de octubre del mismo año, publicó el EP titulado Xperience, con la pista de título «Catch Me When I Fall». En diciembre de 2016, hizo una aparición en la película See You Tomorrow. El 27 de diciembre, lanzó el miniálbum Xplore, junto con las canciones «Winter Song» y «Skin to Skin». con sus vídeos musicales publicados en enero de 2017.

### 2017XXVII
A partir de finales de 2016, Luhan anunció que lanzará una serie de álbumes bajo el tema "XXVII", que significa "Xperience", "Xplore", "Venture", "Imagination" e "I". Los álbumes están destinados a documentar la historia de crecimiento de LuHan a la edad de 27 años.
El 21 de octubre de 2016, Luhan presentó su tercer álbum digital Xperience con la canción "Catch Me When I Fall". La canción es producida conjuntamente por Santell, quien participó en el primer álbum en solitario de LuHan, Reloaded, y los Picard Brothers, un equipo de productores francés que ha elaborado canciones para Diplo y Chris Brown. El 27 de diciembre de 2016, publicó su cuarto álbum digital Xplore, que contiene las pistas "Winter Song" y "Skin to Skin". "Skin to Skin" es la segunda canción en inglés de LuHan e incorpora varios géneros como R&B, Future Bass, Electro y House.
El 21 de febrero de 2017, LuHan presentó su quinto álbum digital Venture con las canciones "What if I Said" y "Roleplay". Participó en la escritura de la letra de la canción "Roleplay", que detalla su propia experiencia al lidiar con el acoso de los paparazzi. "Imagination" se lanzó en abril de 2017 y constaba de dos pistas: "On Call" (su primer intento en el género de jazz de fusión) y "Say It". En cuanto a "I", la última parte de la serie de álbumes, se lanzó en junio de 2017 con dos canciones "Set It Off" y "On Fire". Todos estos siendo recopilados en su segundo álbum físico "XXVII+" lanzado el 21 de septiembre de 2017 donde incluye la canción "Like a dream", alcanzando los más de los 10 millones de ventas en sumatoria.
El 20 de julio de 2017, LuHan ganó el premio "Álbum del año" en la Gala de Música Asiática por la serie de álbumes XXVII. El 9 de septiembre de 2017, publicó un sencillo para la banda sonora de la película Sky Hunter. Para el 2018, LuHan toma un descanso y lanza la balada "The Moment" el 27 de septiembre como regalo a sus fans.
En 2017, LuHan protagonizó su primer drama televisivo, "Fighter of the Destiny", una serie de fantasía y termina su trayectoria como miembro regular de RunningMan China/Keep Running a comienzos del 2019, además que participa como jurado e instructor del show de baile de IQiYi "Hot Blood Dance Crew" junto a Jackson Wang.

### 2019-2020π-volume: Trilogy
El 17 de abril de 2019, Luhan lanzó un solo álbum, π-volume.1, que vendió más de 3.4 millones de copias, con las canciones "Nature" e "Imitation". Seguido el 30 de agosto de 2019, lanzó un segundo álbum sencillo, π-volume.2, que vendió más de 1.2 millones de copias conteniendo 2 singles; "Walking on the Moon" junto a "Ready" y un track llamado "Your Love". Completando la trilogía, en mayo de 2020 lanza el tercer álbum sencillo, π-volume.3, vendiendo más de 2.1 millones de copias con las canciones "Slow Motion" y el remix de "Coffee 80s remix" 
El 7 de enero de 2020, LuHan lanzó un sencillo, "Dream Up", para promover su tercera gira de conciertos. El 1 de abril de 2020, lanza su sencillo colaboración con Kris Wu, "Coffee LH x KW" Igualmente se destaca su participación en el programa de Tencent "Produce Camp 2020 (Chuang 2020)" como mentor principal junto a Z.Tao donde realizó la presentación en vivo de "Coffee" ft. Kris Wu y para la final del programa lanza "Sensitive" ft. Z.Tao el 2 de julio de 2020.
Protagonizó CrossFire (2020), basando en el videojuego del mismo nombre donde obtuvo una calificación de 8.0 de aceptación del público y consiguiendo 100 millones de visitas, además de realizar el OST principal "DreamLand". También, actuó en Sisyphus como antagonista principal de género suspenso, realizando el OST, "Imitation" del álbum "π-volume.1".

## En los medios

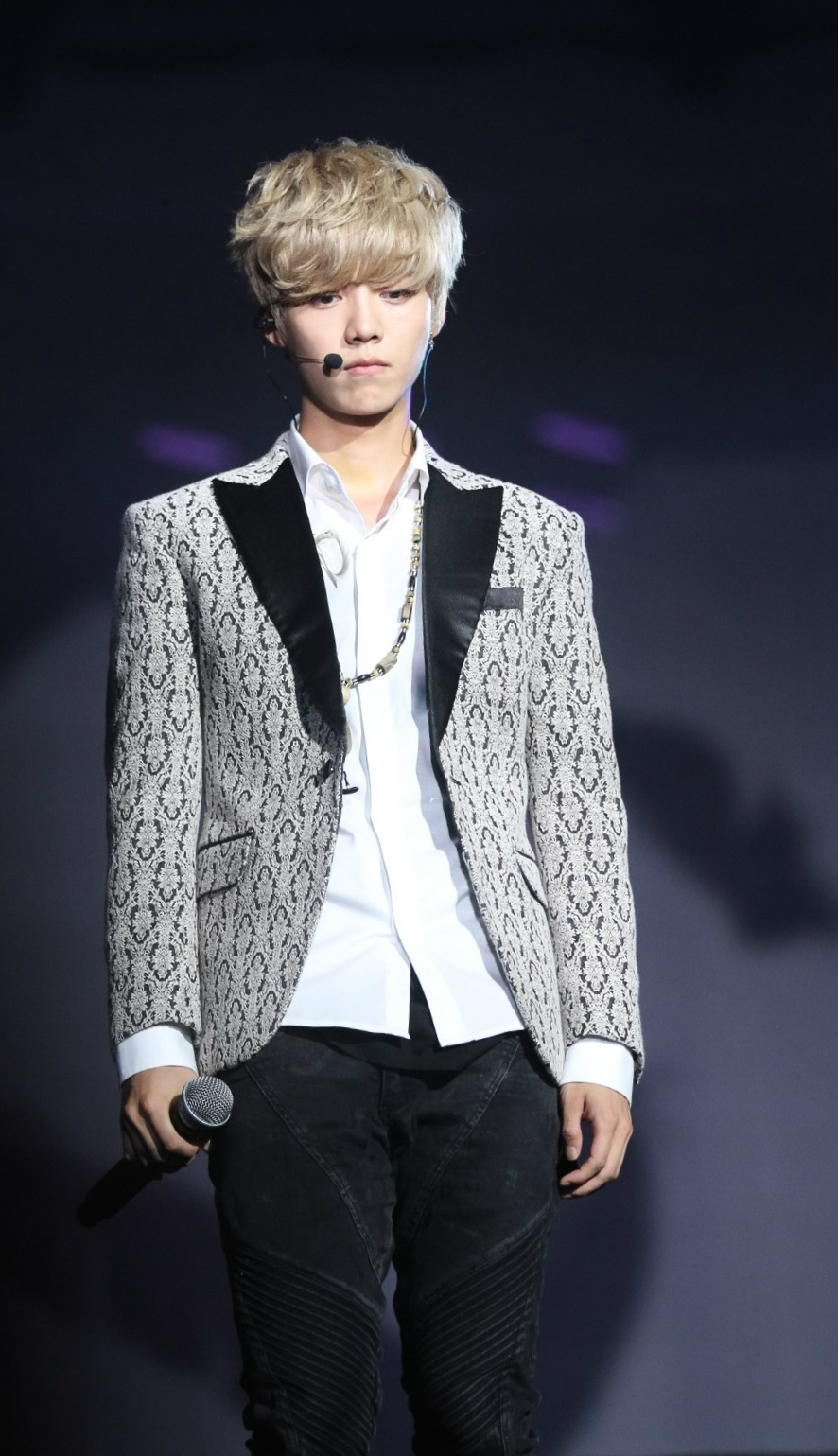
Luhan en EXO: The Lost Planet en Singapur en 2014.

El 10 de octubre de 2013, la encuesta sobre el «Top 10 de los hombres más hermosos de Asia» organizado por el sitio web de Youth Entertainment informó que Luhan fue elegido como el hombre más guapo de Asia en 2013 con más de cuarenta millones de votos a lo largo de los años seguía con ese puesto hasta el 2017.
El 11 de mayo de 2015, fue la portada de la revista Forbes China, donde se ubicó en el puesto siete entre las celebridades más ricas por obtener un beneficio de 28 167 millones de yuanes. En la edición, Forbes describió a Luhan como: «En menos de cinco meses, atrajo la mayor atención de la industria del entretenimiento chino, convirtiéndose en una nueva fuerza en aumento». También en mayo, Models.com seleccionó Luhan como una de sus «Cinco Caras de China», que fueron elegidos por su talento innovador, creatividad y originalidad. El sitio lo describe como el «rey de la escena ídolo» siendo uno de los más famosos del mundo, y atribuye su fama parcialmente a su «ejército de aficionados». Y que aunque Luhan es seguido constantemente por los ojos de millones de fanáticos (especialmente en las redes sociales), sigue siendo humilde. En julio de 2015, durante la conferencia de prensa de La gran muralla, Matt Damon reveló que estaba impresionado por la popularidad de Luhan, diciendo: «Creo que la primera noche que empezamos a rodar allí fueron alrededor de cuatrocientos arreglos florales que llegaron para Luhan en todo el camino al hotel.»
De 2015 a 2016, Luhan apareció en la portada de más de veinte revistas. Se convirtió en la primera celebridad china en adornar las portadas de China Elle, GQ Style, China Forbes, Harper's Bazaar y Cosmopolitan. Recibió un récord guinness por tener más de 200 000 personas comprando una edición limitada de 20 000 copias de una portada de revista en un segundo. Luhan ganó su propia estatua de cera en enero de 2016, del museo de cera de Madame Tussauds en Pekín. En octubre de 2016, Luhan apareció en el ranking «BOF 100» de Business of Fashion, convirtiéndose en la única celebridad china en llegar al ranking y recibió el título de «La Estrella China Más Esperada». También se convirtió en la primera celebridad nacida después de la década de 1990 para ser nombrada como «Artista del Año» por China Newsweek en diciembre de 2016. En diciembre de 2016, se clasificó en el puesto sesenta y nueve entre las «100 Mejores Caras Guapas de 2016» por TC Candler.

### Patrocinios
En abril de 2014, apareció en un comercial para la empresa china de cosméticos KanS. Durante el año 2015, protagonizó campañas para la compañía francesa de cosméticos L'Oréal, así como comerciales de Baidu Maps OPPO de R7 Plus, Lenovo, KFC y Sony. Se convirtió en el primer artista asiático en apoyar a Puma. En diciembre de 2015, Luhan fue presentado como el embajador oficial de Star Wars en China. En mayo de 2016, se convirtió en un portavoz de Volkswagen. En julio del mismo año, se convirtió en el rostro de Cartier SA.
Se convirtió en la cara de Cartier, embajador global de Dior, primer hombre chino e único idol masculino de Chanel, único embajador de Gucci, siendo también el preferido de marcas como Hermès Dior, Louis Vuitton, Rolex, Tiffany y Prada.

## Vida personal
En el 2017, Luhan anuncia su relación amorosa con Guan Xiaotong.

## Controversias

### Acciones legales contra S.M. Entertainment
El 5 de febrero de 2015, S.M. Entertainment publicó una declaración oficial en la que declaró que Luhan había dejado EXO sin permiso y anunció que la compañía había entablado demandas contra no solo a Luhan, sino también a los anunciantes que lo usaron como portavoz. De acuerdo con el sitio chino Sina Entertainment, un representante de Luhan emitió un comunicado oficial el 6 de febrero sobre las acusaciones hechas en la demanda presentada contra S.M. Entertainment. El representante dijo: «Estamos lanzando esta declaración oficial para aclarar la verdad y proteger la reputación de Luhan. S.M. presentó una demanda para los tribunales de Shanghái, alegando que «Luhan ha estado participando en actividades en China sin permiso». Sin embargo, de acuerdo con las normas de jurisdicción, S.M. no tiene derecho a entablar una demanda sobre el contrato exclusivo [de Luhan] con un tribunal chino, de hecho, los tribunales no tienen jurisdicción en Shanghái [sobre esta cuestión]». «Los resultados de nuestra investigación demuestran que S.M. demandó a un anunciante afiliado a Luhan por infracción de derechos de autor, lo cual no se corresponde con las razones dadas por sus acciones.» La declaración de S.M. emitida a través de la prensa es engañosa. La S.M. está enterado de las razones detrás de la presentación [de su anulación] de su contrato exclusivo [de Luhan], pero en su declaración, la compañía dijo que Luhan era antiético al salir de la compañía sin ninguna razón legítima. «Decir que él [Luhan] abandonó EXO sin otra razón que su propio beneficio, es un intento malicioso de difamar a Luhan». La declaración concluye con: «Para proteger sus derechos e intereses legítimos, emprenderemos acciones legales contra todos los informes completos que difamen la reputación de Luhan.»
En julio de 2016, el tribunal recomendado para la reconciliación de las dos partes, dictaminó que el contrato exclusivo de Luhan con S.M. Entertainment estaría activo hasta 2022, como se decidió originalmente. La prensa reveló además: «Excluyendo áreas en Corea y Japón, Luhan confiará en los derechos de jurisdicción enteramente a S.M. Entertainment, y compartirán una parte de sus ingresos con la agencia.»

### Otros
En mayo de 2016, se reveló que LuHan fue prohibido de ingresar a Taiwán durante cinco años. Varios medios de comunicación chinos informaron que LuHan entró en aguas termales después de filmar el programa de variedad china Back to School en Taiwán con una visa de turista. Una visa de turista prohíbe que una persona trabaje en el país en el cual él o ella está visitando. En junio de 2016, fue filmado gritando con un taxista, después de ser seguido durante la filmación de una serie.
En mayo de 2020, LuHan Studio publica el vídeo musical del nuevo sencillo "Slow Motion", el cual retirado luego que los fans de Yorushika dijeron que el guion gráfico del video era similar al de la canción "So I Quit Music" del dúo de rock japonés lanzada en abril de 2019. Al siguiente día, el estudio de LuHan emitió un comunicado en Weibo y reconoció que había similitudes, dijeron que eliminaron el video, ya que tiene "tolerancia cero" para el plagio, a pesar de que la compañía que produce el video negó la acusación.

## Filmografía

### Películas
| Año  | Título                  | Papel         | Notas           |
| ---- | ----------------------- | ------------- | --------------- |
| 2015 | 20 Once Again           | Xiang Qianjin | —               |
| 2015 | 12 Golden Ducks         | K-pop dancer  | Aparición corta |
| 2015 | The Witness             | Lin Chong     | —               |
| 2016 | Time Raiders            | Wu Xie        | —               |
| 2016 | La gran muralla         | Peng Yong     | —               |
| 2016 | See You Tomorrow        | Ma Li (joven) | Aparición corta |
| 2017 | The Founding of an Army | Lian Luoyuan  | —               |
| 2019 | Shanghái Fortress       | Jiang Yang    | Protagonista    |

### Televisión
| Año  | Título                 | Papel           | Cadena   |
| ---- | ---------------------- | --------------- | -------- |
| 2017 | Fighter of the Destiny | Chen Changsheng | HBS      |
| 2018 | Sweet Combat           | Ming Tian       | Hunan TV |
| 2020 | CrossFire              | Xiao Feng       | Tencent  |
| 2020 | Sisyphus               | Zhao Binbin     | IQIYI    |

### Programas de variedades
| Año       | Título               | Papel    | Cadena  |
| --------- | -------------------- | -------- | ------- |
| 2015      | Bigshot              | Invitado | —       |
| 2015      | Happy Camp           | Invitado | HBS     |
| 2015      | Real Hero            | Invitado | JSBC    |
| 2015–2018 | Hurry Up, Brother    | Miembro  | ZRTG    |
| 2016      | Back to School 2     | Miembro  | ZRTG    |
| 2016      | Happy Camp           | Invitado | HBS     |
| 2016      | Ace vs Ace           | Invitado | ZRTG    |
| 2017      | Back to School S2    | Miembro  | IQIYI   |
| 2018      | Hot Blood Dance Crew | Miembro  | IQIYI   |
| 2020      | Produce Camp 2020    | Mentor   | Tencent |

## Discografía
Álbum de estudio
- 2015: Reloaded
- 2017: XXVII+

EPs
- 2015: Reloaded I
- 2016: Reloaded+
- 2016: Xperience
- 2016: Xplore
- 2017: Venture
- 2017: Imagination
- 2017: I
- 2019: π-volume.1
- 2019: Re: Play
- 2019: π-volume.2
- 2019: π-volume.3

## Premios y nominaciones
| Año  | Trabajo nominado              | Premio                                          | Categoría                        | Resultado | Ref     |
| ---- | ----------------------------- | ----------------------------------------------- | -------------------------------- | --------- | ------- |
| 2014 |                               | 2014 Baidu Moments Conference                   | Artista Masculino Más Importante | Ganador   | [ 129 ] |
| 2014 | iQiyi All-Star Carnival Night | Premio al Ídolo Más Popular Asiático            | Ganador                          | [ 130 ]   |         |
| 2014 | Tudou Young Choice Awards     | Artista del Año                                 | Ganador                          |           |         |
| 2014 | Baidu Fudian                  | Annual Most Popular Male Artist                 | Ganador                          |           |         |
| 2015 | 2014 Sina Weibo Night         | Dios Masculino del Año en Weibo                 | Ganador                          | [ 131 ]   |         |
| 2015 | 2014 Sina Weibo Night         | Rey de Weibo                                    | Ganador                          | [ 131 ]   |         |
| 2015 | 20 Once Again                 | 5th Beijing International Film Festival         | Novato del Año                   | Ganador   |         |
| 2015 | 20 Once Again                 | 22nd Beijing College Student Film Festival      | Actor Más Popular                | Ganador   |         |
| 2015 | 20 Once Again                 | 12th Guangzhou University Student Film Festival | Actor Más Popular                | Ganador   |         |
| 2016 | Reloaded                      | QQ Music Awards                                 | Mejor Álbum del Año (Digital)    | Ganador   |         |
| 2016 |                               | QQ Music Awards                                 | Mejor Cantante Masculino del Año | Ganador   |         |
| 2016 | Reloaded                      | Music Radio Global Chinese Golden Chart         | Álbum Recomendado del Año        | Ganador   |         |
| 2016 |                               | Music Radio Global Chinese Golden Chart         | Artista del Año                  | Ganador   |         |
| 2016 | «Medals»                      | Music Radio Global Chinese Golden Chart         | Top 20 de Canciones del Año      | Ganador   |         |
| 2016 | Reloaded                      | 4th V Chart Awards                              | Mejor Álbum del Año              | Ganador   | [ 132 ] |
| 2016 |                               | 4th V Chart Awards                              | Mejor Artista de China           | Ganador   | [ 132 ] |
| 2016 |                               | iQiyi All-Star Carnival                         | Asia All-Rounded Artist          | Ganador   |         |
| 2016 |                               | Tencent’s Asian Star Awards                     | Asia All-Round Artist Award      | Ganador   |         |